# Syndicate (2012)
Syndicate är ett science fiction-skjutspel utvecklat av det svenska spelföretaget Starbreeze Studios och distribueras av Electronic Arts. Spelet är en nytolkning av realtidsstrategispelserien Syndicate utvecklat av Bullfrog Productions, fast till skillnad från serien är den svenska nytolkningen en FPS.
Spelet utspelar sig ett århundrade före händelserna i det ursprungliga spelet Syndicate och handlar om företaget EuroCorps kraftspänning som en global supermakt, i en berättelse skriven av den brittiske författaren Richard Morgan. Syndicate var det sista spelet byggt på Starbreeze egen spelmotor.
Spelet gavs ut den 21 februari 2012 i USA och i Europa den 24 februari för Microsoft Windows, Playstation 3 och Xbox 360.

## Handling
Spelet utspelar sig år 2069. Den framtida världen, som inte längre styrs av världens politiker, delar upp hela Jorden i regioner som styrs av mega-företag, vilka kallar sig själva för syndikat. Dessa syndikat har revolutionerat hur deras konsumenter kan interagera med den digitala världen. Konsumenten behöver inte längre kräva en anordning för att komma åt världens datorer och kontrollera deras teknik, de kan göra detta på ett ögonblick med hjälp av ett implantat digitalt nanochip vid namn DART.
De civila invånarna mobiliseras och begär att skaffa ett sådant chip och njuta av allt som deras valda syndikat har att erbjuda; bostad, sjukvård, banker, försäkring, utbildning, underhållning och sysselsättning, allt som de kan önska sig ha. I gengäld fick syndikaten oförlikneliga kunskaper, och fick kontroll över individen och deras beteende. Med lite statlig tillsyn har deras verksamheter förvandlats till krig. Syndikaten kommer att kämpa för sina liv för ett gemensamt mål: ultimat marknadsdominans.
I krigets frontlinjer finns det agenter, syndikatens biotekniska soldater med inplantade nanochips som ger dem styrka och kraftfulla förmågor. De kan hacka in i trådbundna datorer och även ta kontrollen över deras fiender, deras vapen och även miljön som omger dem, vilket gör dessa agenter till världens mest kraftfulla och dödligaste soldater. Spelaren tar på sig rollen som Miles Kilo, som är en nyanställd agent hos mego-företaget EuroCorp som har ett specialbyggt nanochip vid namn DART 6. Han gör sig redo för en skoningslös resa om korruption och hämnd.

## Rollista
- Kath Soucie - Dart
- Brian Cox - Jack Denham
- Rosario Dawson - Lily Drawl
- Michael Wincott - Jules Merit
- Shawn Michael Howard - Kris Delaney

## Gameplay
Spelet är en förstapersonsskjutare, och som har ett flertal unika spelstilselement. För det första kan spelaren välja om man vill sikta med sitt vapen antingen med dess kikarsikte eller med dess visirlinje, vilket gör det mer användbart för närmare mål istället för med kikarsikten, som är mer användbart för att skjuta mål från längre avstånd. För det andra kan spelaren använda sig av ett hacksystem med hjälp av sitt DART-chip, som påminner om Persuadertron från de äldre spelen, som kan användas om spelaren vill hacka in i fiendernas egna DART-chips och göra så att fiendens vapen skjuter tillbaka mot dem, övertala dem att hjälpa spelaren eller tvinga dem att begå självmord. Slutligen finns det en förmåga att använda chipet för att sakta ned tiden, så att spelaren kan få en ordentlig uppfattning på de situationer som man stöter på i spelet.
Det finns också ett samarbetsläge för fyra spelare: där spelarna kan samarbeta för att slutföra de nio uppdragen som finns tillgängliga i spelet. Dessa fungerar som en separat del från enspelarkampanjen, och i detta spelläge jobbar inte spelaren längre för EuroCorp, utan man slåss mot dem för att infiltrera och stjäla teknologi från ett fientligt syndikat. Det krävs inget online-pass för att spela online i konsolversionerna av spelet.
Applications (applikationer) är förmågor som finns inbyggda i ett DART-chip som tillåter användaren att interagera med elektroniska apparater, och kan användas både offensivt och defensivt. I samarbetsläget kan uppgraderingarna låsas upp med hjälp av stämpelkort som kan skaffas genom att besegra ett visst antal fiender. När de har låsts upp kan man uppgradera dem genom att skaffa XP och när uppgraderingen är klar kan den automatiskt träda i kraft.
Det finns en hel del vapen som kan plockas upp i spelet; spelaren kan bära endast två vapen i taget. Vissa vapen som miniguns kan plockas upp vid sidan av de två vapnen, men om man vill byta till ett annat vapen måste den släppas. I samarbetsläget kan man uppgradera dessa vapen precis som man gör med applikationerna.

## Mottagande
| Mottagande      | Mottagande                             |
| Samlingsbetyg   | Samlingsbetyg                          |
| Tjänst          | Betyg                                  |
| --------------- | -------------------------------------- |
| Gamerankings    | (X360) 74.86% (PS3) 74.68% (PC) 71.60% |
| Metacritic      | (PS3) 75/100 (X360) 74/100 (PC) 72/100 |
| Recensionsbetyg |                                        |
| Publikation     | Betyg                                  |
| Edge            | 6/10                                   |
| Eurogamer       | 7/10                                   |
| Game Informer   | 8/10                                   |
| Gamespot        | 7.5/10                                 |
| Gametrailers    | 8.2/10                                 |
| IGN             | 7.5/10                                 |
| Videogamer.com  | 7/10                                   |
| Gamereactor     | 7/10                                   |

Syndicate har fått blandade betyg, där många recensenter har gett goda betyg medan andra har gett dåliga. Många recensenter har berömt spelets samarbetsläge och skjutmekanik. Man har även gett högt betyg för spelets grafik, musik och röstskådespel för karaktärerna. Men man har dock kritiserat spelets enspelarkampanj för att vara för kort och med en ointressant story. Bosstriderna har också fått dåliga betyg. Många spelare har också kritiserat spelets starka ljuseffekter, vilket orsakar ögonskada och som i många fall skymmer helt spelarens uppfattning under spelets gång. Några informella lösningar för ljuseffektsproblemet är att man måste använda utvecklarens konsol (på PC-versionen av spelet) för att manuellt kunna justera spelets grafikinställningar.

## Kontroverser
Den 20 december 2011 rapporterades det att Syndicate har avslagits för klassificering av Australian Classification Board, vilket innebär att spelet inte kommer att släppas till Australien. Organisationen var särskilt kritisk mot vad de anses vara spelets överdrivna våld. EA Australia har meddelat att de inte kommer att överklaga beslutet eller ändra på spelet för att lätta på organisationens bekymmer – istället så klagar de på deras "mystiska censur på spel" – och att släppa spelet till Nya Zeeland med en vuxengräns.